# Triisodon
Il triisodonte (gen. Triisodon) è un mammifero estinto, appartenente agli acreodi. Visse nel Paleocene medio (circa 63 - 61 milioni di anni fa) e i suoi resti fossili sono stati ritrovati in Nordamerica.

## Descrizione
Questo animale doveva essere vagamente simile a un lupo dalla grossa testa; la taglia doveva essere anch'essa simile a quella di un lupo, ma la corporatura era più robusta. Triisodon era caratterizzato da molari superiori tritubercolati, con denticoli massicci, arrotondati e privi di ipocono. I premolari erano massicci e il canino era di grande taglia. I molari inferiori erano dotati di un paraconide ridotto, posto vicino al metaconide. Il talonide era ben sviluppato. Il cranio e la mandibola, in generale, erano robusti. Le zampe erano massicce e piuttosto corte, ancor più che nell'affine (e probabilmente ancestrale) Eoconodon. 

## Classificazione
Il genere Triisodon venne descritto per la prima volta nel 1881 da Edward Drinker Cope, sulla base di resti fossili rinvenuti in Nuovo Messico in terreni del Paleocene medio. La specie tipo è Triisodon quivirensis, ma lo stesso Cope successivamente descrisse altre specie appartenenti allo stesso genere, note come T. crassicuspis e T. biculminatus. Cope descrisse anche i resti di un animale affine che denominò Sarcothraustes; a questo genere ascrisse due specie (S. antiquus e S. bathygnathus), ma revisioni più recenti hanno indicato che queste potrebbero essere a tutti gli effetti altre specie di Triisodon (Tomida, 1981). Il nome Triisodon si riferisce alla forma dei molari, con tre tubercoli quasi uguali. 
Triisodon è il genere eponimo dei Triisodontidae, un gruppo di mammiferi tipici del Paleocene che svilupparono spiccate attitudini carnivore, probabilmente affini ai mesonichidi e come questi raggruppati nel gruppo degli Acreodi.

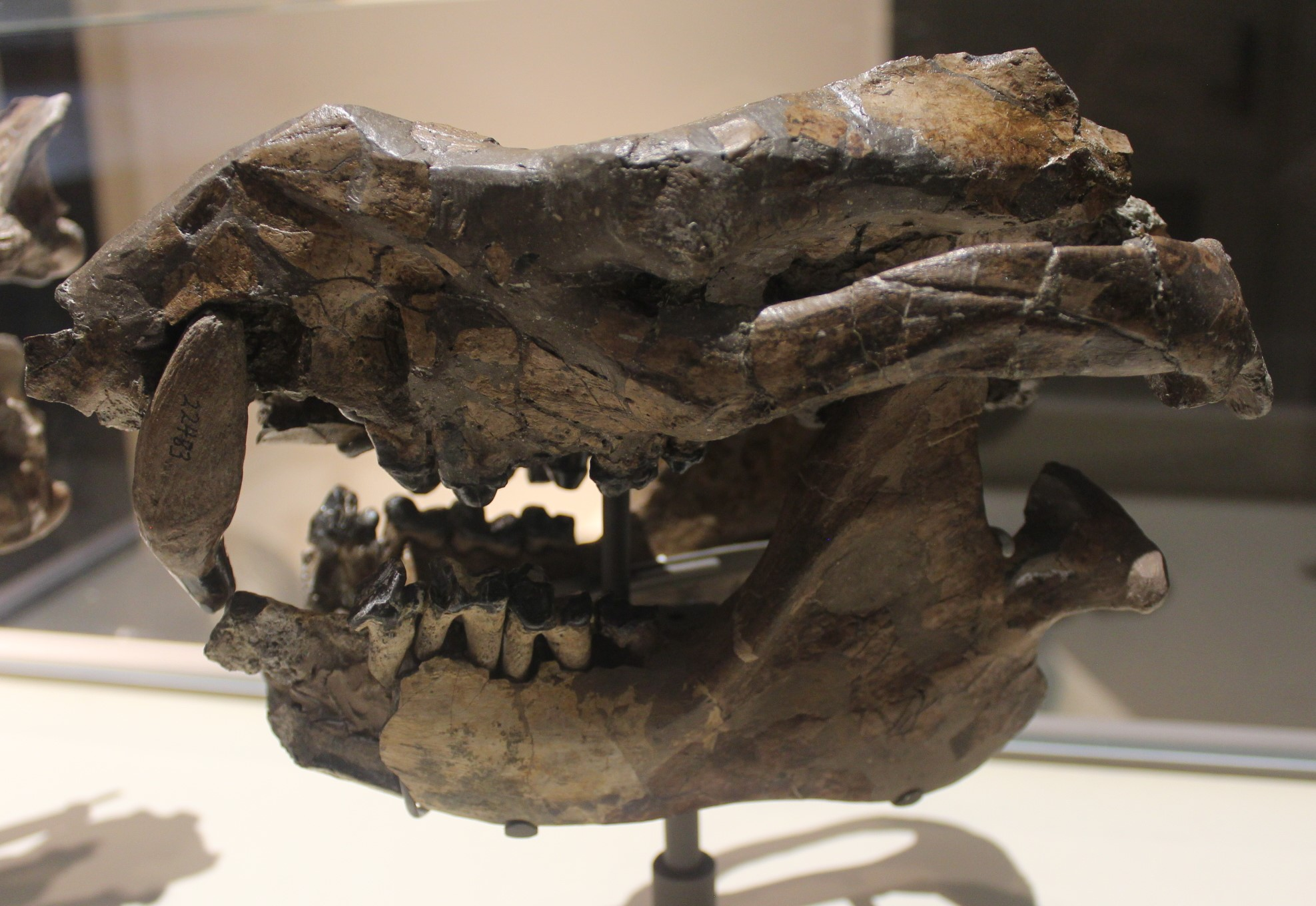
Cranio di Triisodon quivirensis

## Paleoecologia
Triisodon doveva essere il più grande mammifero carnivoro nel suo ambiente, e probabilmente occupava la nicchia ecologica del superpredatore.